# Relations entre la Corée du Sud et la Pologne
Les relations entre la Pologne et la Corée du Sud sont les relations diplomatiques qui unissent ces deux pays.

## Histoire
Les premiers contacts officiels entre la Pologne et la Corée remontent au début du XXe siècle, lorsque les deux nations étaient gouvernées par des puissances étrangères : la Pologne était partagée entre l'Autriche, l'Allemagne et la Russie, tandis que la Corée était sous domination japonaise. En raison de cette expérience commune d'oppression subie, les Coréens et les Polonais partageaient une forte sympathie, et le mouvement du 1er mars, qui visait à former une Corée indépendante, comparait les Coréens aux « Polonais d'Asie ».
À la suite de la Seconde Guerre mondiale, la Pologne et la Corée du Nord furent occupées par l’Union soviétique, qui installa des régimes communistes dans les deux pays. Aussi, les relations entre la République populaire de Pologne et la République de Corée n'existaient plus après la guerre, conséquence de la guerre froide. La Pologne soutenait la Corée du Nord contre sa voisine du Sud et il n'existait pratiquement aucune relation entre la Pologne et la Corée du Sud du temps de la guerre froide — la Pologne reconnaissant notamment la Corée du Nord comme le représentant légitime de toute la Corée. Ce n’est que dans les années 1990, à la fin de la guerre froide, que la Pologne et la Corée du Sud ont établi des relations.

## Relations modernes

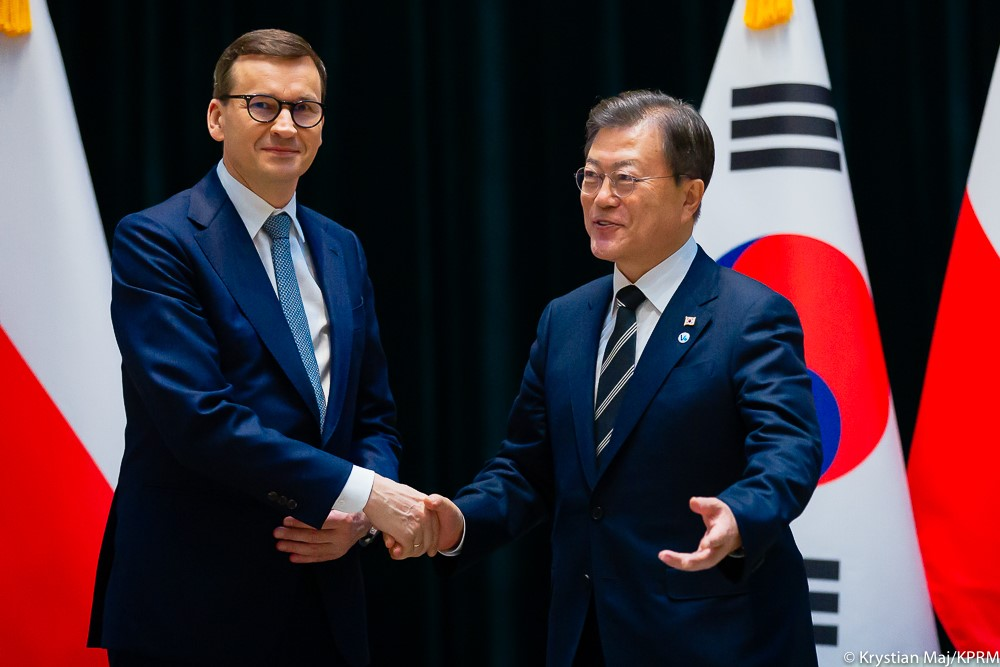
Le Premier ministre Mateusz Morawiecki et le président Moon Jae-in lors de leur rencontre en 2021.

Après la fin de la guerre froide, les relations entre la Pologne et la Corée du Sud se sont considérablement améliorées au point de devenir un partenariat stratégique. La Corée du Sud a été le premier pays asiatique à prêter officiellement 450 dollars millions de dollars d'aide économique à la Pologne. Les investissements en provenance de Corée du Sud continuent d'augmenter grâce aux bonnes relations entre les deux pays. La Pologne est également un consommateur de technologies de réseau et de communications mobiles coréennes.
En 2016, le vice-ministre sud-coréen des Affaires étrangères, Kim Hyong-zhin, a salué la Pologne pour ses contributions historiques à la science et à la culture et a exprimé le désir de la Corée du Sud d'élargir les relations de coopération entre les deux pays.
En 2018, le président polonais Andrzej Duda a exprimé son souhait de soutenir une initiative menée par les Nations Unies sur la Corée, visant à l'unification pacifique de la péninsule coréenne.
En 2022, la Pologne et la Corée du Sud ont renforcé leur coopération militaire lorsque la Pologne a effectué un achat important de chars K2 Black Panther, d'obusiers K9 Thunder et d'avions de chasse FA-50 auprès de la Corée du Sud. L'accord prévoit également un transfert de technologie, le lancement de la production en Pologne et le développement conjoint coréen-polonais d'équipements militaires de nouvelle génération.

## Culture
Plusieurs musées polonais possèdent des collections d'art et d'objets coréens, notamment le Musée national d'ethnographie de Varsovie et le Musée de district de Toruń.

## Commerce
Pour la Corée du Sud, la Pologne est le plus grand partenaire commercial d’Europe centrale, avec des échanges bilatéraux atteignant un niveau record de 8,95 milliards de dollars en 2022. Les deux pays ont pour objectif de tripler le commerce bilatéral d’ici 2030.

## Missions diplomatiques résidentes
- La Pologne dispose d'une ambassade à Séoul et d'un consulat honoraire à Daegu[10].
- La Corée du Sud dispose d'une ambassade à Varsovie et d'un consulat honoraire à Wrocław[11].

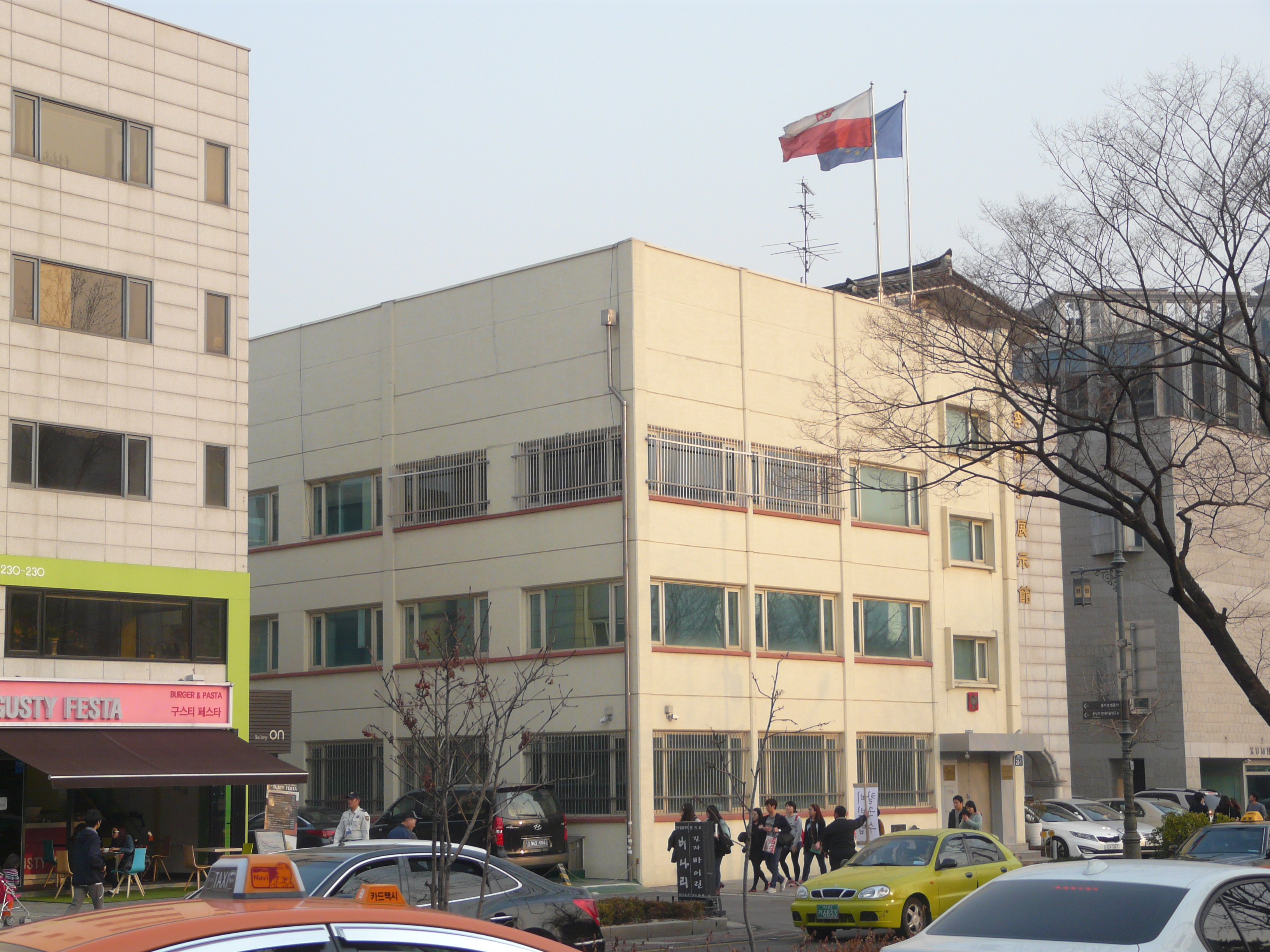
Ambassade de Pologne à Séoul
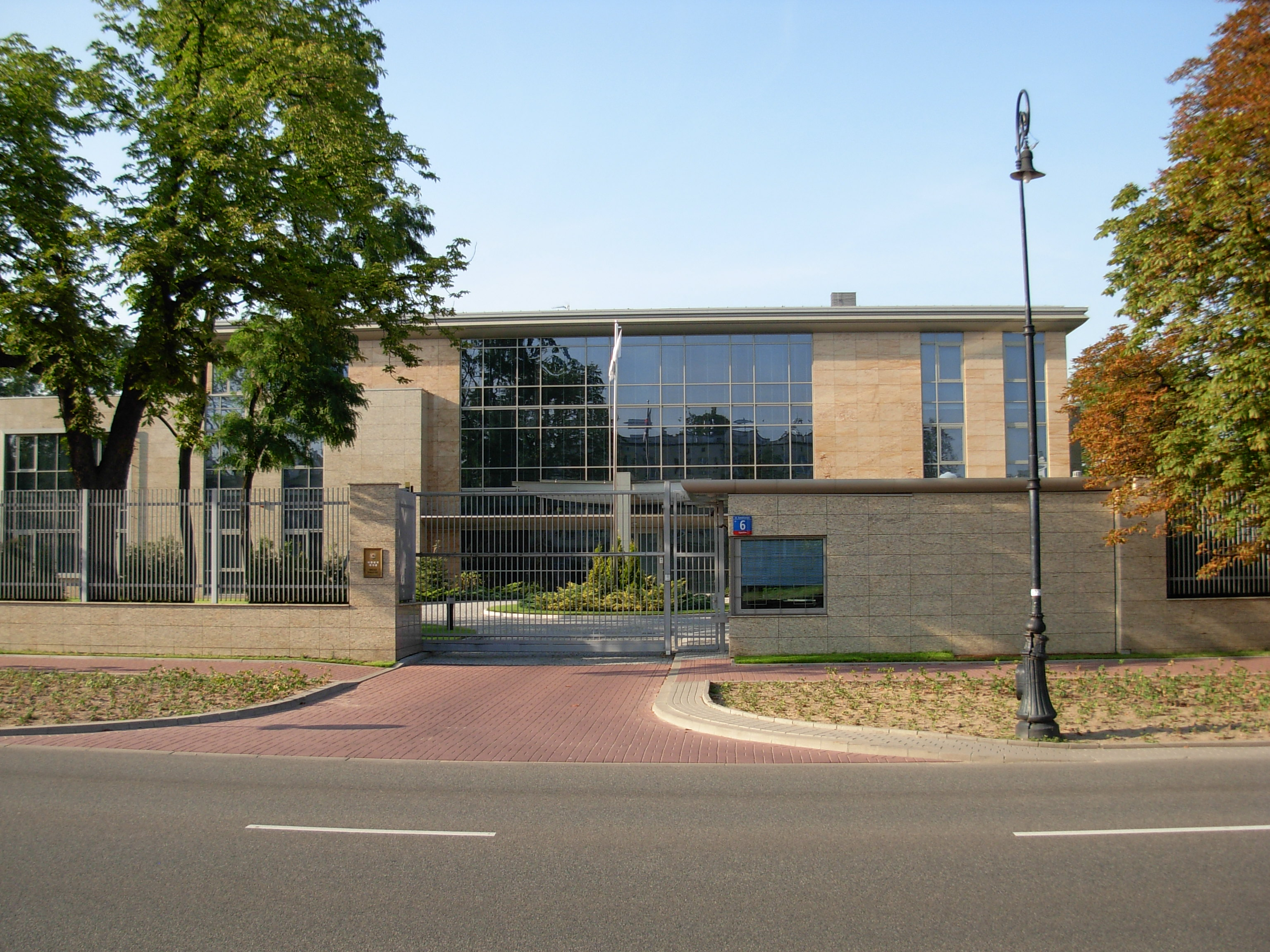
Ambassade de Corée du Sud à Varsovie